# Шибин ел-Ком
Шибин ел-Ком (на арабски: شبين الكوم) e град в Египет. Населението му в метрополния регион е 630 000 жители (2008 г.). Населението на самия град е 249 611 жители (по приблизителна оценка от юли 2018 г.). Намира се в Северен Египет в югозападната част на делтата на Нил. Разполага с международно летище.